# Prototrox transbaikalicus
Prototrox transbaikalicus är en skalbaggsart som beskrevs av Nikolajev 2000. Prototrox transbaikalicus ingår i släktet Prototrox och familjen knotbaggar. Inga underarter finns listade i Catalogue of Life.